# Yun Sung-bin

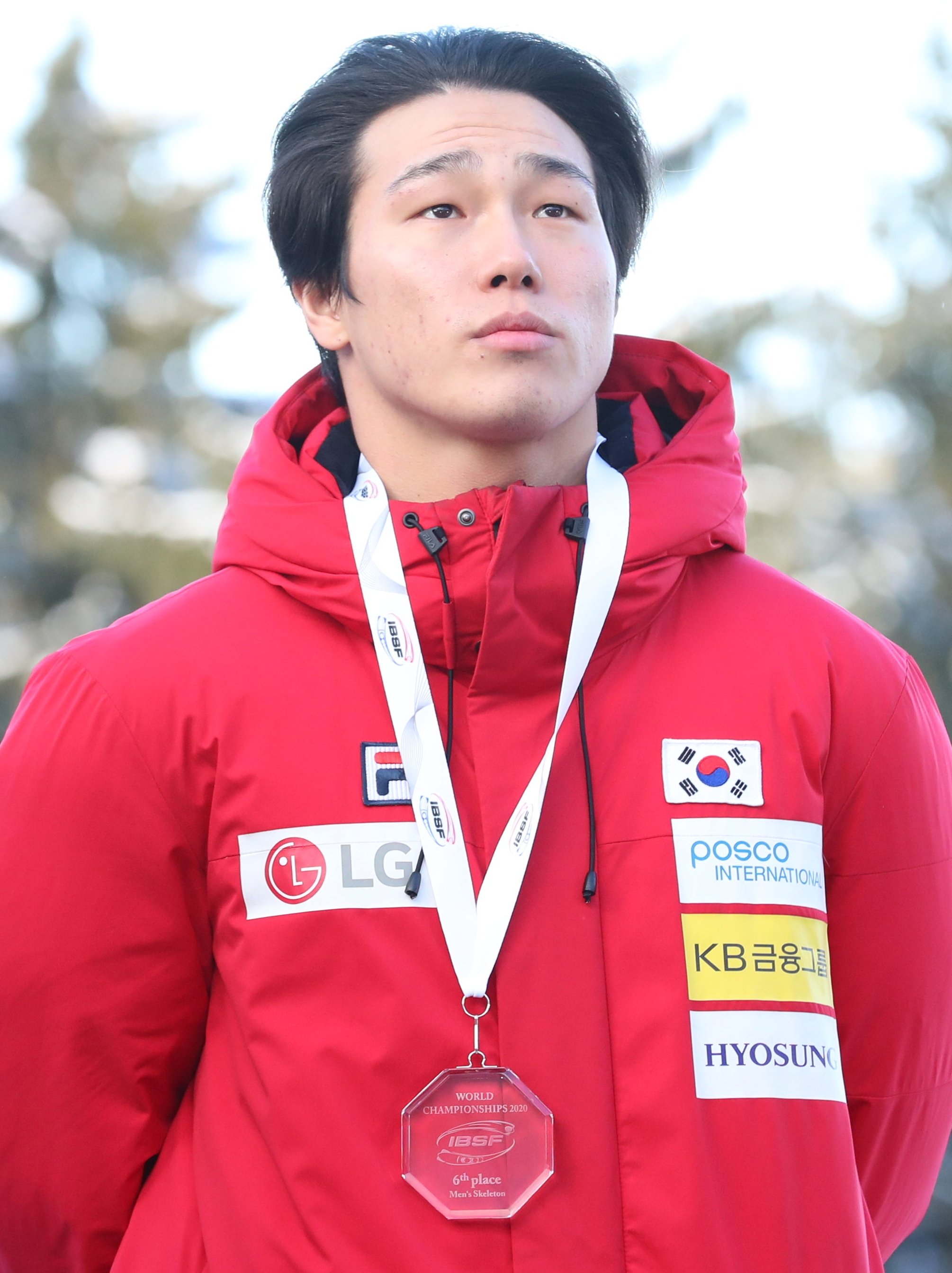
Yun Sung-bin bei den Bob- und Skeleton-Weltmeisterschaften 2020 in Altenberg

Yun Sung-bin (* 23. Mai 1994 in Jinju, Gyeongsangnam-do) ist ein südkoreanischer Skeletonpilot.

## Werdegang
Yun Sung-bin begann 2011 mit dem Skeleton und gehört seit 2012 dem südkoreanischen Nationalkader an. Er lebt in Seoul und wird von Cho In-ho trainiert. Im November 2012 debütierte er im Nordamerikacup. Er steigerte sich von Rang 23 bei seinen ersten beiden Starts in Park City kontinuierlich während der Saison bis auf Rang 4 im letzten Rennen in Lake Placid und belegte in der Gesamtwertung den neunten Platz. In der Folgesaison war er erneut im Nordamerikacup im Einsatz und erreichte mit zwei dritten Plätzen und einem zweiten Rang in Park City seine ersten Podestplatzierungen. In der Folge startete er im Intercontinentalcup und fuhr bereits in den ersten beiden Rennen in Igls auf den zweiten Platz. Im Januar 2014 konnte er in Whistler seinen ersten Sieg feiern, ehe er in Park City erneut zweimal Zweiter wurde. Er wurde im Gesamtklassement des Nordamerikacups Vierter und des Intercontinentalcups Fünfter, wobei er in keiner der beiden Serien alle Saisonrennen absolvierte. Bei den Olympischen Spielen 2014 von Sotschi belegte er den 16. Platz.
In der Saison 2014/15 startete Yun Sung-bin erstmals im Weltcup. Nachdem er im ersten Saisonrennen in Lake Placid disqualifiziert wurde, konnte er in Calgary auf den dritten Rang fahren. Im Januar 2015 wurde er beim Weltcup in St. Moritz Zweiter und im Februar beim Weltcup-Finale in Sotschi erneut Dritter. Im Gesamtweltcup belegte er den sechsten Rang. Bei der Skeleton-Weltmeisterschaft 2015 in Winterberg wurde Yun Achter. Im Weltcup 2015/16 erreichte er weitere Podestplätze mit zweiten Rängen in Lake Placid, Park City und Königssee sowie dritten Rängen in Königssee und Whistler. In St. Moritz gewann er als erster Koreaner ein Skeleton-Weltcuprennen, womit er Martins Dukurs seine einzige Saisonniederlage zufügte. Zwei Wochen später erreichte er bei der Weltmeisterschaft in Igls zeitgleich mit Alexander Tretjakow die Silbermedaille hinter Martins Dukurs. Im Gesamtweltcup belegte er ebenfalls hinter Martins Dukurs den zweiten Rang.
Zum Beginn des Weltcup-Winters 2016/17 siegte Yun erneut in Whistler und wurde Dritter in Lake Placid.
In der Saison 2017/18 gelang Yun der Durchbruch, in der er mit fünf Weltcup-Siegen den Gesamtweltcup für sich beanspruchen konnte.
Bei den Olympischen Winterspielen 2018 in Pyeongchang gewann er mit einem Vorsprung von 1,63 Sekunden die Goldmedaille.